# لويد إم. بوتشر
لويد إم. بوتشر (بالإنجليزية: Lloyd M. Bucher)‏ هو ضابط أمريكي، ولد في 1 سبتمبر 1927 في بوكاتيلو في الولايات المتحدة، وتوفي في 28 يناير 2004 في سان دييغو في الولايات المتحدة.

## وصلات خارجية
- لويد إم. بوتشر على موقع إن إن دي بي (الإنجليزية)